# نظرية مؤامرة السارس
بدأت نظرية مؤامرة السارس في الظهور أثناء تفشي المتلازمة التنفسية الحادة الشديدة (سارس) في الصين في ربيع عام 2003، عندما أعلن سيرغي كولسنيكوف، عالم روسي وعضو في الأكاديمية الروسية للعلوم الطبية، ادعاءه للمرة الأولى أن فيروس كورونا المرتبط بالمتلازمة التنفسية الحادة الشديدة النوع 1 هو توليف للحصبة والنكاف. وفقًا لكولسنيكوف، لا يمكن تكون هذا المزيج في العالم الطبيعي، وبالتالي لابد أن فيروس السارس أُنتج في ظروف مختبرية. علق عالم روسي آخر، نيكولاي فيلاتوف، رئيس الخدمات الوبائية في موسكو، في وقت سابق على أن فيروس السارس ربما يكون من صنع الإنسان.
مع ذلك، خلصت المختبرات المستقلة إلى أن هذه الادعاءات سابقة لأوانها لأن فيروس السارس هو فيروس كورونا، في حين أن الحصبة والنكاف هي فيروسات مخاطية. تكمن الاختلافات الأساسية بين فيروس كورونا والفيروس المخاطي في بنيتها وطريقة العدوى، ما يجعل من غير المحتمل تخليق فيروس كورونا من اثنين من الفيروسات المخاطية.
تسبب الإبلاغ واسع الانتشار عن ادعاءات كولسنيوكوف وفيلاتوف في إثارة الجدل في العديد من المنتديات وغرف الدردشة الصينية على الإنترنت. يعتقد العديد من الصينيين أن فيروس السارس يمكن أن يكون سلاحًا بيولوجيًا صنعته الولايات المتحدة، التي اعتبرت الصين تهديدًا محتملًا. أدى الفشل في العثور على مصدر فيروس السارس إلى اقتناع هؤلاء الأشخاص والكثير غيرهم بأن السارس خُلّق صناعيًا ونُشر من قبل بعض الأفراد وحتى الحكومات. تشير الأدلة الظرفية إلى انتقال فيروس السارس إلى البشر من زباد النخيل الآسيوي (»قطط الزباد«)، وهو نوع من الحيوانات التي غالبًا ما تُقتل وتُؤكل في غوانغدونغ، حيث اُكتشف السارس للمرة الأولى.
يشير مؤيدو نظرية المؤامرة إلى تسبب السارس في أضرار خطيرة في البر الرئيسي للصين وهونغ كونغ وتايوان وسنغافورة، وهي المناطق التي يقيم فيها معظم الصينيين، بينما لم تتأثر الولايات المتحدة وأوروبا واليابان بنفس القدر. ومع ذلك، فإن أعلى معدل للوفيات من السارس حدث خارج الصين في كندا حيث توفي 43. يشير مؤيدو نظرية المؤامرة كذلك إلى بلوغ متوسط معدل الوفيات في السارس نحو 10% حول العالم، ولكن لم يمت أحد في الولايات المتحدة بسبب السارس، على الرغم من وجود 8 حالات مؤكدة من أصل 27 حالة محتملة (10% من 8 أشخاص: أقل من شخص واحد). فيما يتعلق بأسباب إصابة مرضى السارس في الولايات المتحدة بحالة خفيفة نسبيًا، أوضحت مراكز مكافحة الأمراض الأمريكية أن أي شخص يعاني من حمى وأعراض في الجهاز التنفسي وسافر إلى منطقة مُصابة أُدرج كمريض سارس في الولايات المتحدة، على الرغم من أن العديد من هؤلاء كانوا يعانون من أمراض أخرى في الجهاز التنفسي.
في أكتوبر عام 2003، نشر تونغ زنيغ، محام صيني ومتطوع في برنامج التعاون الطبي الصيني الأمريكي لعام 1998، كتابًا خمن فيه مرة أخرى بأن السارس يمكن أن يكون سلاحًا بيولوجيًا طورته الولايات المتحدة ضد الصين. وكشف تونغ في الكتاب أنه في التسعينات من القرن الماضي، جمعت العديد من مجموعات البحث الأمريكية آلاف العينات من الدم والحمض النووي وعينات من البر الصيني (بما في ذلك 5,000 عينة من الحمض النووي من التوائم) من خلال العديد من المشاريع البحثية المشتركة التي أُجريت في الصين. أُعيدت هذه العينات بعد ذلك إلى الولايات المتحدة لإجراء مزيد من البحوث، ويُمكن استخدامها في تطوير أسلحة بيولوجية تستهدف الصينيين. جاءت هذه العينات من 22 مقاطعة في الصين، والتي أُصيبت جميعها بالسارس في عام 2003. باستثناء مقاطعات، مثل: يونان وقويتشو وهاينان والتبت وسنجان، وعانت جميع هذه المقاطعات بشكل أقل حدة أثناء تفشي السارس. يشتبه المؤلف في تورط اليابان أيضًا، حيث ألزمت العديد من المصانع اليابانية في غوانغدونغ في التسعينيات من القرن الماضي جميع العمال بإجراء تحليل دم في المصنع سنويًا، بدلًا من مطالبة العمال بالذهاب إلى المستشفيات المحلية لإجراء تحليل الدم وفحص بدني مناسب. ومع ذلك، يعترف تونغ زينغ أن هذه مجرد تكهنات فقط، وليس لديه أي دليل مادي من دراسة للتسلسل الجيني للفيروس.
أعرب العالمان المذكوران أعلاه عن احتمالية أن يكون فيروس السارس من صنع الإنسان.